# Пајн Блаф (Арканзас)
Пајн Блаф (енгл. Pine Bluff) град је у америчкој савезној држави Арканзас.

## Демографија
По попису из 2010. године број становника је 49.083, што је 6.002 (-10,9%) становника мање него 2000. године.
| Група             | 2000.          | 2010.          |
| Белци             | 17.609 (32,0%) | 10.489 (21,4%) |
| Афроамериканци    | 36.275 (65,9%) | 37.083 (75,6%) |
| Азијати           | 404 (0,7%)     | 308 (0,6%)     |
| Хиспаноамериканци | 452 (0,8%)     | 712 (1,5%)     |
| Укупно            | 55.085         | 49.083         |